# Oratorio di San Giovanni Battista (Riviera)
L'oratorio di San Giovanni Battista è un edificio religioso situato a Rodaglio, frazione del comune di Riviera in Canton Ticino.

## Storia
È situato in un cimitero che ospita un ossario con affreschi settecenteschi e fu rimaneggiata tra il 1631 e il 1641. Lavori di consolidamento sono stati eseguiti tra il 1980 e il 1982.

## Descrizione
Il coro presenta una volta a crociera ed è affrescata con le Storie di san Giovanni Battista e dipinti votivi risalenti alla metà del XVII secolo. Frammenti di affreschi del XV-XVI secolo sono situati nella navata centrale.